# Льюїс Майлі
Лью́їс Ма́йлі (англ. Lewis Miley; нар. 1 травня 2006, Стенлі) — англійський футболіст, півзахисник клубу «Ньюкасл Юнайтед».

## Клубна кар'єра
Вихованець клубу «Ньюкасл Юнайтед».
1 травня 2023 року підписав з клубом свій перший професіональний контракт. 28 травня 2023 року дебютував за «Ньюкасл Юнайтед», вийшовши на заміну Елліоту Андерсону в матчі Прем'єр-ліги проти «Челсі». Таким чином він став наймолодшим дебютантом в історії «Ньюкасл Юнайтед».
27 вересня вперше вийшов у стартовому складі за «Ньюкасл Юнайтед» в матчі 1/16 фіналу Кубка Англійської футбольної ліги проти «Манчестер Сіті». 7 листопада дебютував в Лізі чемпіонів, вийшовши на заміну Джо Віллоку в матчі проти дортмундської «Борусії». 11 листопада вперше вийшов у стартовому складі за «Ньюкасл» в матчі Прем'єр-ліги проти «Борнмута». 25 листопада в матчі проти «Челсі» віддав свою першу гольову передачу в Прем'єр-лізі, ставши 6-м наймолодшим (17 років і 208 днів) асистеном в історії ліги і наймолодшим в історії «Ньюкасл Юнайтед». 28 листопада, вийшовши у стартовому складі матчу Ліги чемпіонів проти «Парі Сен-Жермен», став наймолодшим англійцем, що вийшов у стартовому складі в цьому турнірі (після Джуда Беллінгема і Філа Фодена). 13 грудня в матчі проти «Мілану» став наймолодшим автором гольової передачі серед англійських гравців в історії Ліги чемпіонів. 16 грудня в матчі Прем'єр-ліги відзначився першим голом за «Ньюкасл Юнайтед» у ворота «Фулгема», ставши наймолодшим (17 років і 229 днів) автором голу в історії клубу в Прем'єр-лізі. Також став 8-м наймолодшим автором голу в Прем'єр-лізі.
29 січня 2024 року підписав з клубом новий багаторічний контракт. В сезоні 2024–25 дійшов з «Ньюкаслом» до фіналу Кубка ліги, допомігши команді здобути перший трофей за 70 років.

## Кар'єра в збірній
Виступав за збірні Англії до 17, до 19 і до 20 років. В листопаді 2024 року дебютував за збірну Англії до 21 року в товариському матчі проти збірної Іспанії.

## Особисте життя
Народився в місті Стенлі в графстві Дарем. Його старший брат, Джеймі, також грає в системі «Ньюкасл Юнайтед».

## Статистика виступів
Станом на 26 квітня 2025 
| Клуб              | Сезон             | Чемпіонат         | Чемпіонат | Чемпіонат | Кубок | Кубок | Кубок ліги | Кубок ліги | Єврокубки | Єврокубки | Інші  | Інші | Всього | Всього |
| Клуб              | Сезон             | Дивізіон          | Матчі     | Голи      | Матчі | Голи  | Матчі      | Голи       | Матчі     | Голи      | Матчі | Голи | Матчі  | Голи   |
| ----------------- | ----------------- | ----------------- | --------- | --------- | ----- | ----- | ---------- | ---------- | --------- | --------- | ----- | ---- | ------ | ------ |
| Ньюкасл Юнайтед   | 2022–23           | Прем'єр-ліга      | 1         | 0         | 0     | 0     | 0          | 0          | 0         | 0         | 0     | 0    | 1      | 0      |
| Ньюкасл Юнайтед   | 2023–24           | Прем'єр-ліга      | 17        | 1         | 4     | 0     | 2          | 0          | 3         | 0         | 0     | 0    | 26     | 1      |
| Ньюкасл Юнайтед   | 2024–25           | Прем'єр-ліга      | 12        | 1         | 3     | 1     | 2          | 0          | 0         | 0         | 0     | 0    | 17     | 2      |
| Всього за кар'єру | Всього за кар'єру | Всього за кар'єру | 30        | 2         | 7     | 1     | 4          | 0          | 3         | 0         | 0     | 0    | 44     | 3      |

1. ↑  Матчі в Лізі чемпіонів УЄФА

## Досягнення
«Ньюкасл Юнайтед»
- Володар Кубка Футбольної ліги: 2024–25[20]